# Särkijärvi (sjö i Finland, Södra Österbotten, lat 63,37, long 23,65)
Särkijärvi är en sjö i Finland. Den ligger i kommunen Evijärvi i landskapet Södra Österbotten, i den centrala delen av landet, 400 km norr om huvudstaden Helsingfors. Särkijärvi ligger 67 meter över havet. Arean är 2,9 hektar och strandlinjen är 0,8 kilometer lång. Sjön  ingår i Kronoby å huvudavrinningsområde.   I omgivningarna runt Särkijärvi växer i huvudsak blandskog.